# Benedikt Pliquett
Benedikt Pliquett (Amburgo, 20 gennaio 1984) è un ex calciatore tedesco, di ruolo portiere.